# Toni Morrison
Toni Morrison, pseudonimo di Chloe Ardelia Wofford (Lorain, 18 febbraio 1931 – New York, 5 agosto 2019), è stata una scrittrice statunitense.
Fu la prima afroamericana a vincere il premio Nobel per la letteratura nel 1993. Morrison ha contribuito a riscrivere e a diffondere la storia della sua comunità, dando voce in particolare alle donne, protagoniste silenziose di secoli di oppressione. Per i temi trattati e il valore anche politico della sua opera, è considerata dalla critica un’autrice postcoloniale.
Nelle opere di Toni Morrison ritornano con insistenza alcuni temi fondamentali: il valore della memoria, l'importanza della comunità, la forza femminile; dai suoi testi emerge chiaramente la volontà di dire il mondo dal suo punto di vista di afroamericana e di donna, in opposizione dialettica tanto alla cultura dominante bianca quanto al potere maschile, anche all’interno della comunità nera.
Attraverso la scrittura, ha aperto un'altra prospettiva sulla società e sulla storia degli afroamericani, e offerto una cornice di dignità alle tormentate vicende della sua gente, e in particolare alle donne, grandi protagoniste dei suoi romanzi. Alle prese con una duplice oppressione, quella del razzismo e quella del maschilismo, esse vengono descritte e indagate in una grande pluralità di aspetti: il loro ruolo nella società afroamericana, l'amicizia tra donne, la sorellanza, il rapporto uomo-donna, la maternità, la crescita e l'autonomia personale.

## Biografia
Nata a Lorain (Ohio) da una famiglia nera della classe operaia originaria dell'Alabama. Seconda di quattro fratelli, dimostra subito grande interesse per il mondo letterario. Compie gli studi umanistici alla Howard University, dove si laurea nel 1953 in letteratura inglese, e alla Cornell University, ai quali farà seguito una carriera accademica all'università del sud del Texas, presso la Howard University, dove avrà tra i suoi studenti Stokely Carmichael, e nel 1989 all'Università di Princeton. Nel 1958 sposa un architetto giamaicano, Harold Morrison, dal quale ha due figli e dal quale in seguito divorzia.
Nel 1965 inizia a lavorare per la casa editrice Random House di New York come editor curando le opere di diversi autori afroamericani come Gayl Jones, Toni Cade Bambara, Angela Davis e Muhammad Ali. Lavora nel frattempo come redattrice presso una prestigiosa rivista letteraria, collabora come critica letteraria e tiene numerose conferenze pubbliche che trattano della cultura africana americana ottenendo presto la specializzazione in letteratura africana americana. Nel 1970 compie il suo debutto come romanziera con L'occhio più azzurro (The Bluest Eye), dove viene narrata la storia di una bambina nera che desidera ardentemente assomigliare ai bianchi e vorrebbe avere gli occhi azzurri come Shirley Temple, ottenendo subito largo consenso di pubblico e di critica per il suo stile di spessore epico, per la poetica e per le descrizioni ricche ed espressive dell'America nera.
Nel 1973 pubblica il suo secondo romanzo, Sula, dove viene presentato il ritratto di due donne dal carattere opposto, una ribelle e una conformista, e viene narrato il loro percorso di crescita nel periodo dell'ondata di migrazione degli anni quaranta, periodo che incise profondamente nei cambiamenti delle comunità dei neri. L'anno seguente, 1974, cura e pubblica l'antologia The Black Book raccogliendo numerosi documenti a testimonianza di 300 anni di storia africana americana. Nel 1976 ottiene l'incarico di insegnamento presso l'Università di Yale, dove rimane per tre anni, e nel 1977 pubblica il Canto di Salomone (Song of Solomon) dove racconta le vicende di un ragazzo nero che durante gli anni sessanta parte da Detroit, dove vigevano i diritti civili, per raggiungere il paese mitico del sud da cui proviene la sua famiglia e ritrovare il suo passato razziale.
Il "Book-of-the-Month-Club" sceglie nel frattempo il libro da inserire come Libro del Mese e sarà questa la seconda volta, dopo la scelta del 1940 di Paura (Native Son) di Richard Wright, che un romanzo di autore africano americano viene prescelto. Con Song of Solomon la scrittrice ottiene il National Book Critics Circle Award e il Premio Janet Heidinger Kafka. Nel 1981 pubblica L'isola delle illusioni (Tar Baby) dove vengono messi in evidenza tutti i pericoli dell'alienazione della cultura nera negli anni ottanta. Diviene nel frattempo membro effettivo dell'Accademia americana delle arti e delle lettere ricevendo numerosi riconoscimenti letterari.
Lasciata nel 1984 la Random House, inizia a lavorare presso la State University of New York di Albany e in quell'anno insegna al "Bard College" e va in scena Dreaming Emmett con la regia di Gilbert Moses. Nel 1987 pubblica Amatissima (Beloved), la storia di una schiava fuggiasca che preferisce uccidere la figlia piuttosto che farle vivere le tremende condizioni della schiavitù. Con Amatissima la scrittrice ottiene nel 1988 il premio Pulitzer e l'American Book Awards. Insegna intanto all'Università di Berkeley. Nel 1989 inizia ad insegnare Studi africani americani e scrittura creativa all'Università di Princeton e nel 1990 ottiene il premio internazionale Chianti Ruffino Antico Fattore. Nel 1992 pubblica Jazz e Playing in the Dark ("Giochi al buio"), un volume che raccoglie tutti i testi inerenti alle conferenze tenute presso l'Università Harvard ed esce alle stampe un'antologia di saggi riguardanti il caso Clarence Thomas-Anita Hill (re-Racing Justice, En-Gendering Power). Nel 1993 riceve il premio Nobel per la letteratura.
Tra i suoi scritti si ricorda ancora Paradiso (1998), romanzo discusso e di non facile lettura, che riproduce oltre due secoli di storia afro-americana e Amore del 2004, che narra la storia di due giovani amiche; romanzo corale che fa uso continuo dei flashback, ed è, oltre che una profonda indagine sulla natura dell'animo umano, un'analisi sociale della comunità africana americana. Insieme ad Alice Walker, autrice tra gli altri de Il colore viola, Morrison è considerata tra i massimi rappresentanti della narrativa afroamericana degli ultimi cinquant'anni. Vicina al Partito Democratico, la scrittrice si schiera con Barack Obama in vista delle elezioni presidenziali statunitensi del 2008. Tutti i suoi romanzi sono pubblicati in Italia da Frassinelli Editore.
Muore a New York, nel Bronx, al Montefiore Medical Center, dopo una breve malattia (complicanze di una polmonite, come ha fatto sapere il suo editore Alfred A. Knopf), il 5 agosto 2019.

## Poetica
Il tema fondamentale dei romanzi di Morrison è la perdita d'identità dei neri in quei momenti della storia americana in cui essi hanno subito la maggiore minaccia.

## Vita privata
Nel 1958 sposò Harold Morrison, un architetto giamaicano, e da allora prese il suo cognome che mantenne anche dopo il divorzio, nel 1965, mentre era in attesa della nascita del suo secondo figlio.
Il primo figlio, Harold Ford, nacque nel 1961, il secondo, Slade Kevin, nel 1965. Slade fu pittore e musicista e morì nel 2010 per un cancro al pancreas.

## Opere

### Romanzi
- L'occhio più azzurro (The Bluest Eye, 1970), trad. L. Balacco, Milano, Frassinelli, 1994, ISBN 978-88-7684-283-2
- Sula (Sula, 1973), trad. Franca Cavagnoli e A. Bertolotti, Collana Narrativa, Milano, Frassinelli, 1991, ISBN 978-88-7684-588-8
- Canto di Salomone (Song of Solomon, 1977), trad. Hilia Brinis, Milano, Bompiani, 1981; trad. Franca Cavagnoli, Milano, Frassinelli, 1993 ISBN 978-88-7684-281-8.
- L'isola delle illusioni (Tar Baby, 1981), Milano, Bompiani, 1982; trad. D. Vezzoli, Milano, Frassinelli, 1994 ISBN 978-88-7684-282-5
- Amatissima (Beloved, 1987), postfazione e cura di Franca Cavagnoli, saggio di Alessandro Portelli, trad. Giuseppe Natale, Milano, Frassinelli, 1993-1996
- Jazz (Jazz, 1992), trad. Franca Cavagnoli, Milano, Frassinelli, 1992
- Paradiso (Paradise, 1997), trad. Franca Cavagnoli, Milano, Frassinelli, 1998, ISBN 978-88-7684-816-2
- Amore (Love, 2003), trad. Franca Cavagnoli, Milano, Frassinelli, 2004, ISBN 978-88-7684-809-4
- Il dono (A Mercy, 2008), a cura di Franca Cavagnoli, trad. Silvia Fornasiero, Milano, Frassinelli, 2009, ISBN 978-88-88320-30-4
- A casa (Home, 2012), a cura di Franca Cavagnoli, trad. Silvia Fornasiero, Milano, Frassinelli, 2012, ISBN 978-88-200-5274-4
- Prima i bambini (God Help the Child, 2015), trad. Silvia Fornasiero, Milano, Frassinelli, 2015, ISBN 978-88-883-2084-7.
- Recitativo (Recitatif, 1983) trad. S. Fornasiero e M.Testa, Milano, Frassinelli 2022

### Raccolte italiane dei romanzi
- Opere (contiene: Canto di Salomone e Amatissima), Collana Scrittori del mondo: i Nobel, Torino, UTET, 2003.
- Romanzi, a cura e con un'introduzione di Alessandro Portelli, con un saggio di Marisa Bulgheroni, cronologia di Chiara Spallino Rocca, nuove traduzioni di Chiara Spallino (per The Bluest Eye, Sula e Beloved), Franca Cavagnoli (trad. rivedute per Song of Solomon e Jazz), Silvia Fornasiero (trad. leggermente modificata per A Mercy), Collana I Meridiani, Mondadori, Milano, 2018, ISBN 978-88-04-68468-8.

### Racconti
- Recitatif, 1983
- Sweetness, 2015

### Teatro
- Dreaming Emmet, 1986
- Desdemona, 2011

### Libretti
- Margaret Garner, 2005

### Saggi
- The Black Book, Random House, 1974
- Giochi al buio. Il bianco e il nero nella letteratura americana (Playing in the Dark: Whiteness and the Literary Imagination, 1992), trad. Franca Cavagnoli, Collana Saggi, Torino, Frassinelli, 1994, ISBN 978-88-768-4277-1.
- Racing Justice, Engendering Power: Essays on Anita Hill, Clarence Thomas and the Others on the Constructing of Social Reality, curatela e Prefazione di Toni Morrison, Chatto and Windus, 1992.
- Remember: The Journey to School Integration, Houghton Mifflin Company, 2004
- L'origine degli altri (The Origin of Others, 2017), Prefazione di Ta-Nehisi Coates, Introduzione all'edizione italiana di Roberto Saviano, trad. Silvia Fornasiero, Milano, Frassinelli, 2018, ISBN 978-88-934-2047-1.
- L'importanza di ogni parola (The Source of Self-Regard: Essays, Speeches, Meditations, 2019), Milano, Frassinelli, 2019, ISBN 978-88-934-2060-0.

### Letteratura per bambini (con Slade Morrison)
- Big Box, 1999
- The Book of Mean People, 2002
- Chi ha più coraggio? La formica o la cicala?, traduzione di F. Cavagnoli, Milano, Frassinelli, 2003, ISBN 978-88-768-4733-2.
- Peeny Butter Fudge, 2009
- Please, Luise, 2014

### Audiolibri

#### In inglese
- (EN) Toni Morrison, Love, letto da Toni Morrison, Penguin Random House, 28 ottobre 2003, ISBN 9780739306994.
- (EN) Toni Morrison, Beloved, letto da Toni Morrison, Penguin Random House, 16 maggio 2006, ISBN 9780739342138.
- (EN) Toni Morrison, Sula, letto da Toni Morrison, Penguin Random House, 14 agosto 2007, ISBN 9780739343371.
- (EN) Toni Morrison, A Mercy, letto da Toni Morrison, Penguin Random House, 11 novembre 2008, ISBN 9780739332559.
- (EN) Toni Morrison, Paradise, letto da Toni Morrison, Penguin Random House, 24 marzo 2009, ISBN 9780307577870.
- (EN) Toni Morrison, The Bluest Eye, letto da Toni Morrison, Penguin Random House, 19 luglio 2011, ISBN 9780307941121.
- (EN) Toni Morrison, Home, letto da Toni Morrison, Penguin Random House, 8 maggio 2012, ISBN 9780307749000.
- (EN) Toni Morrison, Jazz, letto da Toni Morrison, Penguin Random House, 10 marzo 2015, ISBN 9780147520777.
- (EN) Toni Morrison, God Help the Child, letto da Toni Morrison, Penguin Random House, 21 aprile 2015, ISBN 9780307749093.
- (EN) Toni Morrison, Song of Solomon, letto da Toni Morrison, Penguin Random House, 12 settembre 2017, ISBN 9780147520272.
- (EN) Toni Morrison, Paradise, letto da Toni Morrison, Penguin Random House, 14 novembre 2017, ISBN 9780147520319.

#### In italiano
- Maria Paiato, Ad alta voce: Amatissima, Rai Radio 3, 2 giugno 2015. URL consultato il 20 maggio 2021 (archiviato dall'url originale il 20 maggio 2021).